# Cor van Geffen
Cor van Geffen (Boxtel, 29 mei 1953) is een Nederlands pantomimespeler en kunstenaar.
Van Geffen studeerde beeldende kunst en podiumuitvoerende kunsten, met als specialiteit mime en kreeg in de jaren 70 en 80 internationaal grote bekendheid als mimespeler. Hij had gestudeerd in Zwitserland, België en Nederland. Hij werd in 1984 vergeleken met internationale mimeartiesten als Etienne Decroux, Marcel Marceau en Dimitri.

In mei 1979 ging zijn eerste programma D'r zit meer in in première in Vught. Hij was ook enige tijd leider van het Zuid-Nederlandse Pantomime Theater, waarmee hij zijn tweede avondvullende programma Mimestrument uitvoerde alsmede het kinderprogramma Laat je niet kisten. Hij gaf in de jaren tachtig vanuit zijn woonplaats Boxtel ook mime-lessen.
Nadien legde hij zich meer toe op schilderen maar treedt nog regelmatig op met mimevoorstellingen.